# Františkova huť

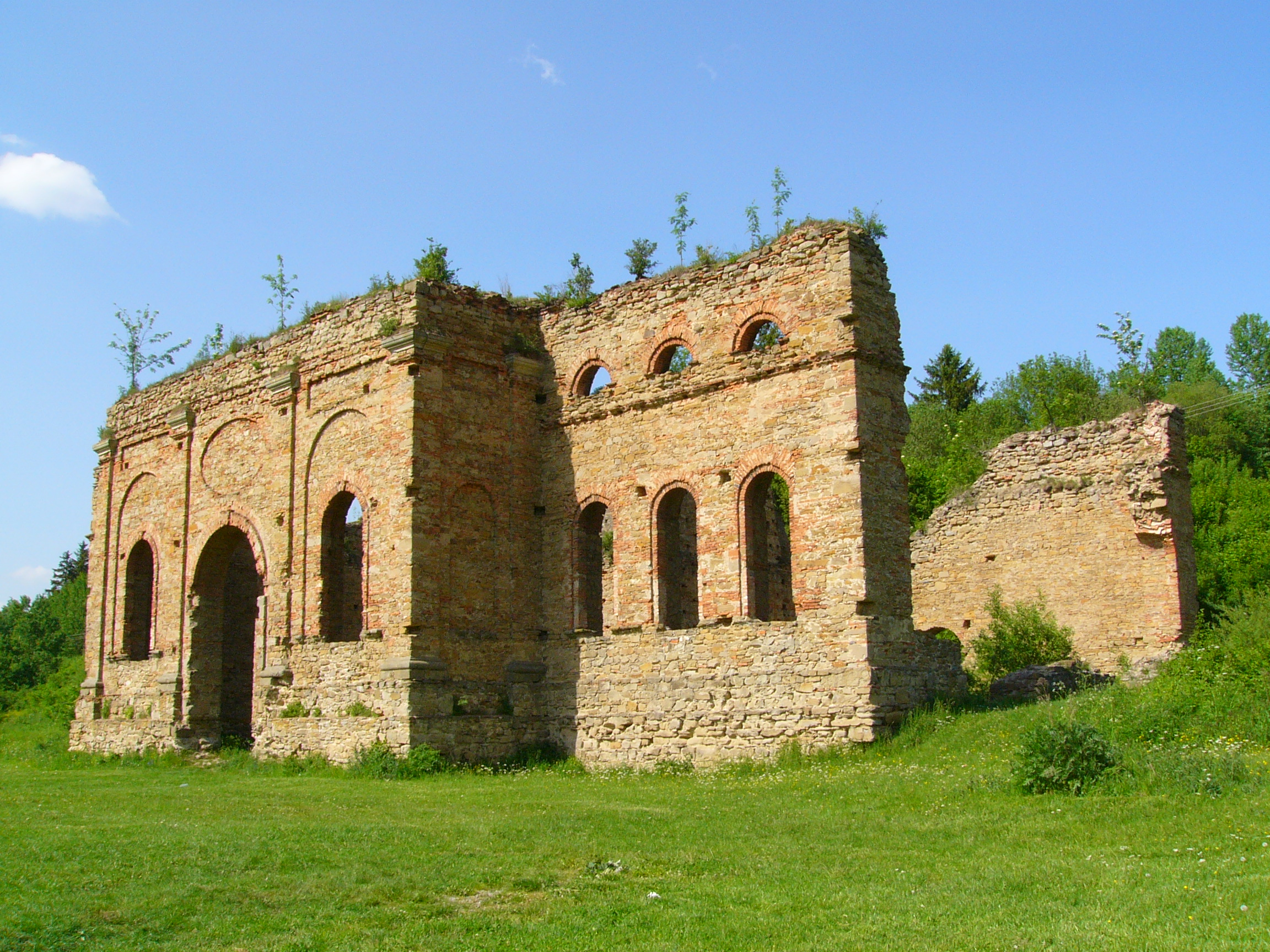
Františkova huť, tovární hala

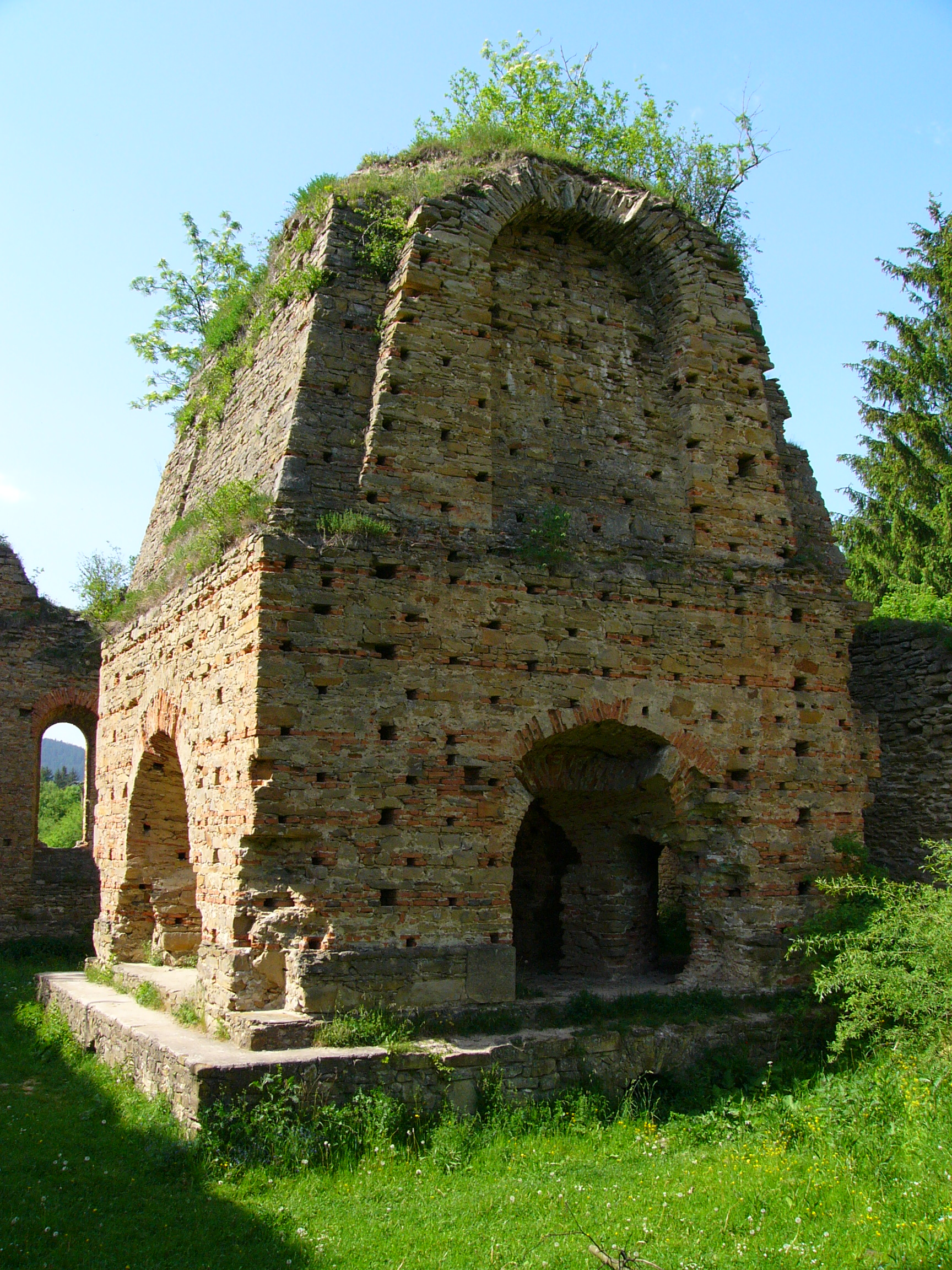
Vysoká pec

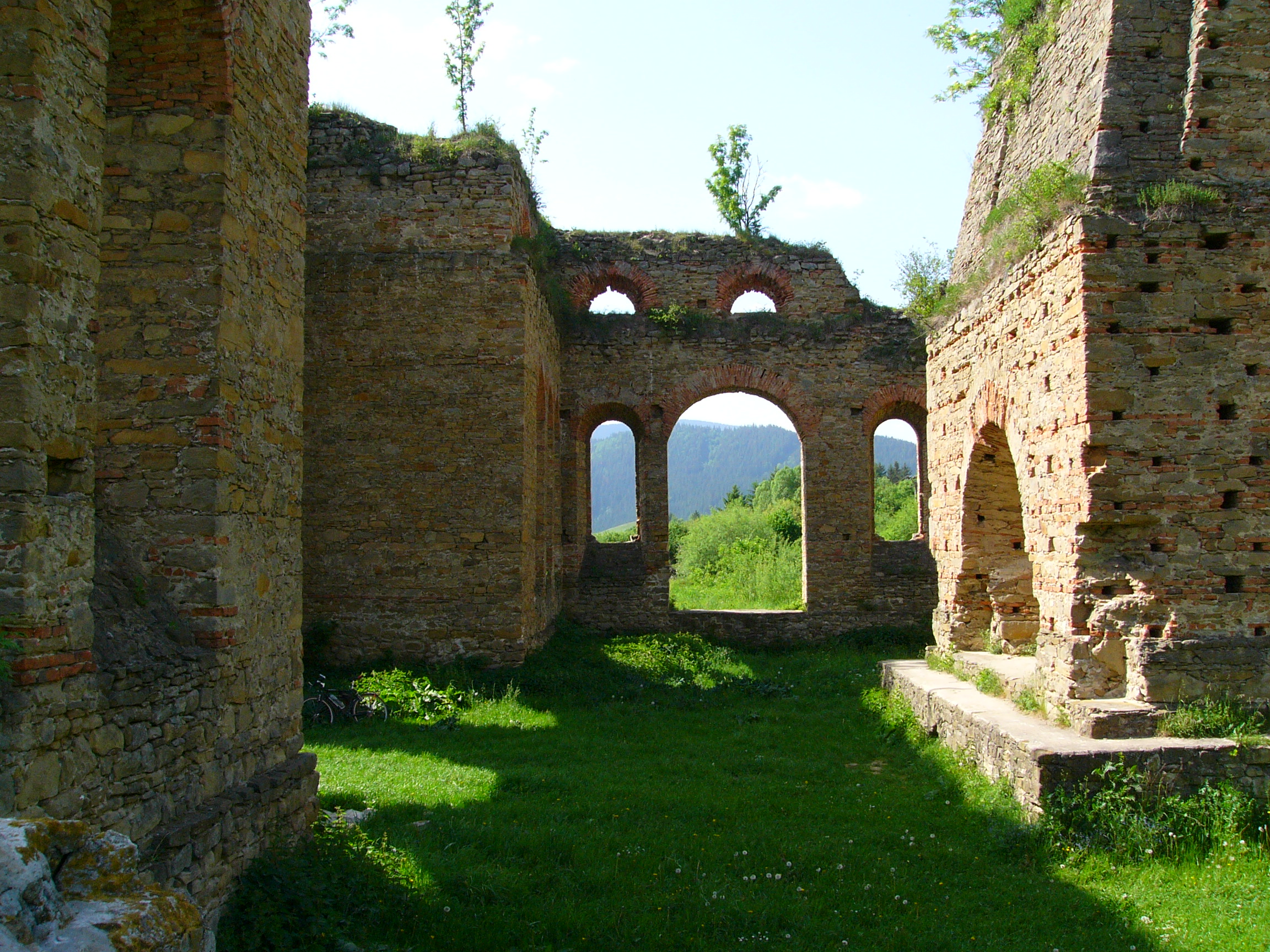
Obvodové zdi tovární haly

Františkova huť (slovensky Františkova huta, místní název: Hámor) je technická památka, ruina tovární haly železárny z roku 1836. Nachází se na slovenské Oravě v katastrálním území obce Nižná, v údolí Studeného potoka, poblíž silnice na Zuberec. Budova je ve vlastnictví obce Podbiel v okrese Tvrdošín, která ji získala darovací smlouvou podepsanou dne 9. října 2009 od občanského sdružení Strom života.
Zachována je klasicistní fasáda, obvodové zdi, vysoká pec, přívodní a odpadní kanál, hamr, manžeta komora, halda železné rudy (za budovou).

## Dějiny
V roce 1803 byly v Podbielu otevřeny tři doly na železnou rudu, povolení na výstavbu hutě pak vydal báňský soud v roce 1819 a výstavba pod dozorem britského stavitele Newbuilda začala v roce 1836. Železnou rudu dodávaly doly v širším okolí – v Habovce, Zuberci, Malatínech, Juráňově dolině. Budova ale nebyla nikdy dostavěna (při archeologických výzkumech nebyly objeveny zbytky po tavení ani pozůstatky přestřešení budovy). Z důvodů změn společenských poměrů v roce 1848 (zrušení poddanství) a především nízké kvality produkovaného železa, které bylo příliš křehké, zůstal do roku 1864 v provozu jen vedlejší objekt Hamr.
V 70. letech 20. století se objevily první pokusy o zdokumentování a záchranu dochovaných zbytků železárny. Konaly se zde občasné tábory nebo folkový festival s ukázkami tavení železa historickou technologií. Byla také otevřena naučná stezka. Režisér Juraj Jakubisko natáčel v ruinách Františkově huti scény do filmů Tisícročná včela (1983) a Nejasná zpráva o konci světa (1997).